# 영양군·영주군·봉화군
영양군·영주군·봉화군은 대한민국의 옛 국회의원 선거구이다. 당시 경상북도 영양군, 영주군, 봉화군 지역을 관할했다.

## 역사
제9대 국회의원 선거를 앞두고 영양군, 영주군, 봉화군이 하나의 선거구를 이루게 됨에 따라 신설되었다.
1980년 4월, 영주군 영주읍이 영주시로 승격되었으며 잔여 영주군 지역은 영풍군으로 개칭되었다. 이에 제11대 국회의원 선거를 앞두고 영주시·영풍군·영양군·봉화군 선거구로 개편되었다.

## 역대 국회의원
| 선거   | 정당 | 정당       | 1위 의원 | 정당 | 정당       | 2위 의원 |
| ------ | ---- | ---------- | -------- | ---- | ---------- | -------- |
| 1973년 |      | 신민당     | 박용만   |      | 민주공화당 | 권성기   |
| 1978년 |      | 민주공화당 | 김창근   |      | 신민당     | 박용만   |

## 역대 선거 결과

### 대한민국 제9대 국회의원 선거
|  | 42.06% |

|  | 27.18% |

|  | 18.78% |

|  | 6.24% |

|  | 5.72% |

### 대한민국 제10대 국회의원 선거
|  | 43.47% |

|  | 27.85% |

|  | 17.08% |

|  | 6.14% |

|  | 5.45% |